# Каньєляс
Каньє́ляс (кат. Canyelles, вимова літературною каталанською [kə'ɲεʎəs]) - муніципалітет, розташований в Автономній області Каталонія, в Іспанії. Код муніципалітету за номенклатурою Інституту статистики Каталонії - 80431. Знаходиться у районі (кумарці) Ґарраф (коди району - 17 та GF) провінції Барселона, згідно з новою адміністративною реформою перебуватиме у складі баґарії (округи) Барселона. 